# Boleslav II av Böhmen
Boleslav II av Böhmen, död 999, var en böhmisk hertig. Han var son till Boleslav I av Böhmen.
Boleslav II efterträdde sin far som regent och lyckades 973 av den tysk-romerske kejsaren Otto I utverka inrättandet av ett böhmiskt biskopsdöme med säte i Prag. Han fortsatte faderns konsolidering av riket.